# 岩瀬 (桜川市)
岩瀬（いわせ）は、茨城県桜川市の地名。住居表示を実施した明日香、富士見台、御領、東桜川、西桜川、隣接する鍬田新橋、犬田常盤町、青柳地区を加えて旧岩瀬町の中心である岩瀬市街地を形成している。

## 地理
桜川市の北部、岩瀬盆地の中央部に位置し、地区の中心を桜川が流れている。市街地の南側に駅前市街、北側に元岩瀬集落が広がり、その間を岩瀬駅前土地区画整理事業で開発された国道50号岩瀬バイパス沿いの市街が埋めている。区画整理地ではロードサイド店のほか住宅が多く見られる。

### 街道
市街地は東西を走る街道の発達に伴って拡大しており、南から鎌倉街道、結城街道、国道50号旧道、国道50号岩瀬バイパスと市街地が北に拡大している。

### 地価
住宅地の地価は、2022年（令和4年）7月1日の公示地価によれば、東桜川一丁目8番の地点で3万4000円/m2となっている。

## 地区割

### 大字岩瀬地内の地名
東区
旧岩瀬町役場、岩瀬郵便局、常陽銀行岩瀬支店が位置する旧市街の中心。江戸時代は本新田村という名であった。商店街の他、山王神社、山王墓地、岩瀬中央児童公園を有する。東区は一、二、三に区分される。
- 東区一 - 主に駅前通りの東側に広がる。別名：旭町。
- 東区二 - 主に茨城県道307号岩瀬停車場線の西側、旧国道50号、旧々50号（結城街道）沿いに広がる。別名：本町。上記道路と益子街道の丁字路に岩瀬町道路元標が設置されている。

- 東区三 - 東区二の北側に広がる。別名：栄町。

西区
日本電信電話岩瀬交換所や日比谷稲荷神社が位置する。江戸時代は西新田村であり、役場は東区に移転するまで当地に置かれていた。主に旧県道41号線沿い以西に広がり、通り沿いに商店街が散見されるほか住宅が多い。村社として大神宮を有する。
元岩瀬
江戸時代は岩瀬村であり、平成の大合併まで続いた旧岩瀬町、現行政地名の岩瀬の名の発祥である。市街地北端に位置し東西に長い路村で、全体的に農家が見られるほか、東部では茨城県立岩瀬高等学校や岩瀬城跡、北つくば農業協同組合岩瀬支店、西部の字御領では多くの公営住宅が見られ、桜川市の行政地区で一番の人口を有する。村社として今宮神社、その他字御領に天満宮が鎮座する。
大岡
江戸時代は大岡村であり、笠間藩山外南郷の代官所が置かれていた。大字岩瀬の総合運動公園より先に位置し、農家が多く見られる。村社として香取神社を有する。

### 新たに設定された地区
1990年に岩瀬駅前土地区画整理事業の進行に伴う換地処分が行われ、その際に土地の名称変更が行われた。
都市計画道路青柳線・東区元岩瀬線・岩瀬駅前富谷線・茨城県道・栃木県道41号つくば益子線・西区富谷線を縦軸、国道50号・都市計画道路鍬田大岡線を横軸に区割りされている。なお、当区画整理地は大字岩瀬の他、大字鍬田の一部、大字青柳の一部を含んでいる。
明日香一〜四丁目
国道50号北側、区画整理の中央部。明日香公園が設置された。住宅が広がるほか、商業施設の集積も見られる。
富士見台一〜四丁目
国道50号北側、区画整理の東部に位置する。北3号公園（富士見台公園）が設置された。総合運動公園に近く、住宅街が広がる。
御領一〜三丁目
50号北側、区画整理の西部に位置する。北1号公園が設置された。ロードサイド開発の中心であり、マルカワ（現：Sカスミ）やマクドナルド、元気寿司等が位置する商業地区である。「御領」の名は区画整理前から存在する大字岩瀬字御領からとった。
西桜川一〜三丁目
国道50号南側、茨城県道307号岩瀬停車場線の西側に位置する。街区公園として南1号公園が設置された。桜川消防署、岩瀬認定こども園（岩瀬保育所）が設置されている。
東桜川一〜三丁目
国道50号南側、茨城県道307号岩瀬停車場線の東側に位置する。洪水時以外は運動場として利用できる岩瀬調整池Aや岩瀬中央公民館に隣接して南2号公園（岩瀬調整池B）が設置された。

### 一次生活圏としての岩瀬
岩瀬の地名は大字のほか一次生活圏の名称としても使用されており、大字岩瀬、大字犬田、大字青柳、大字鍬田（新橋地区）が該当する。

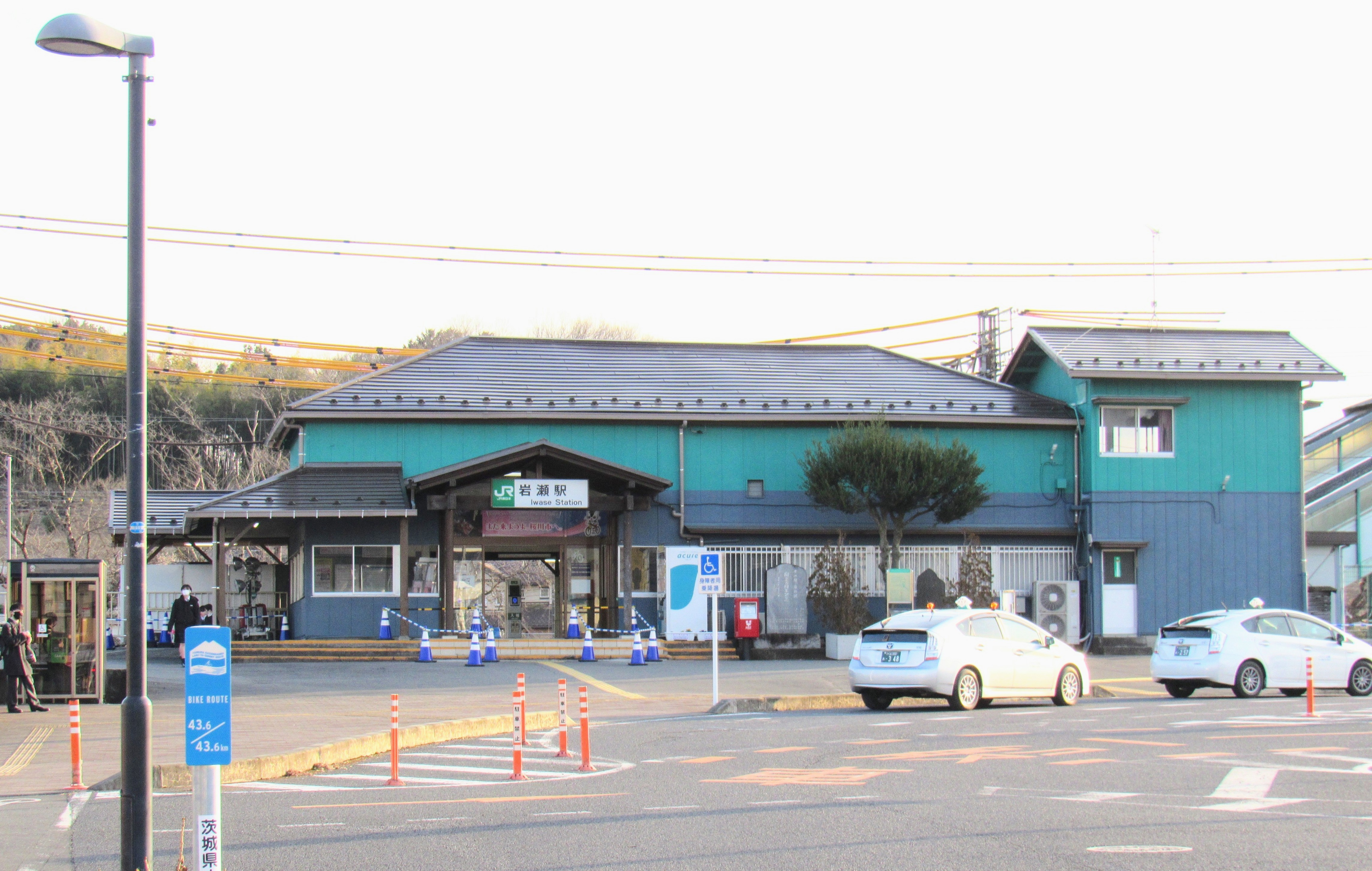
岩瀬駅

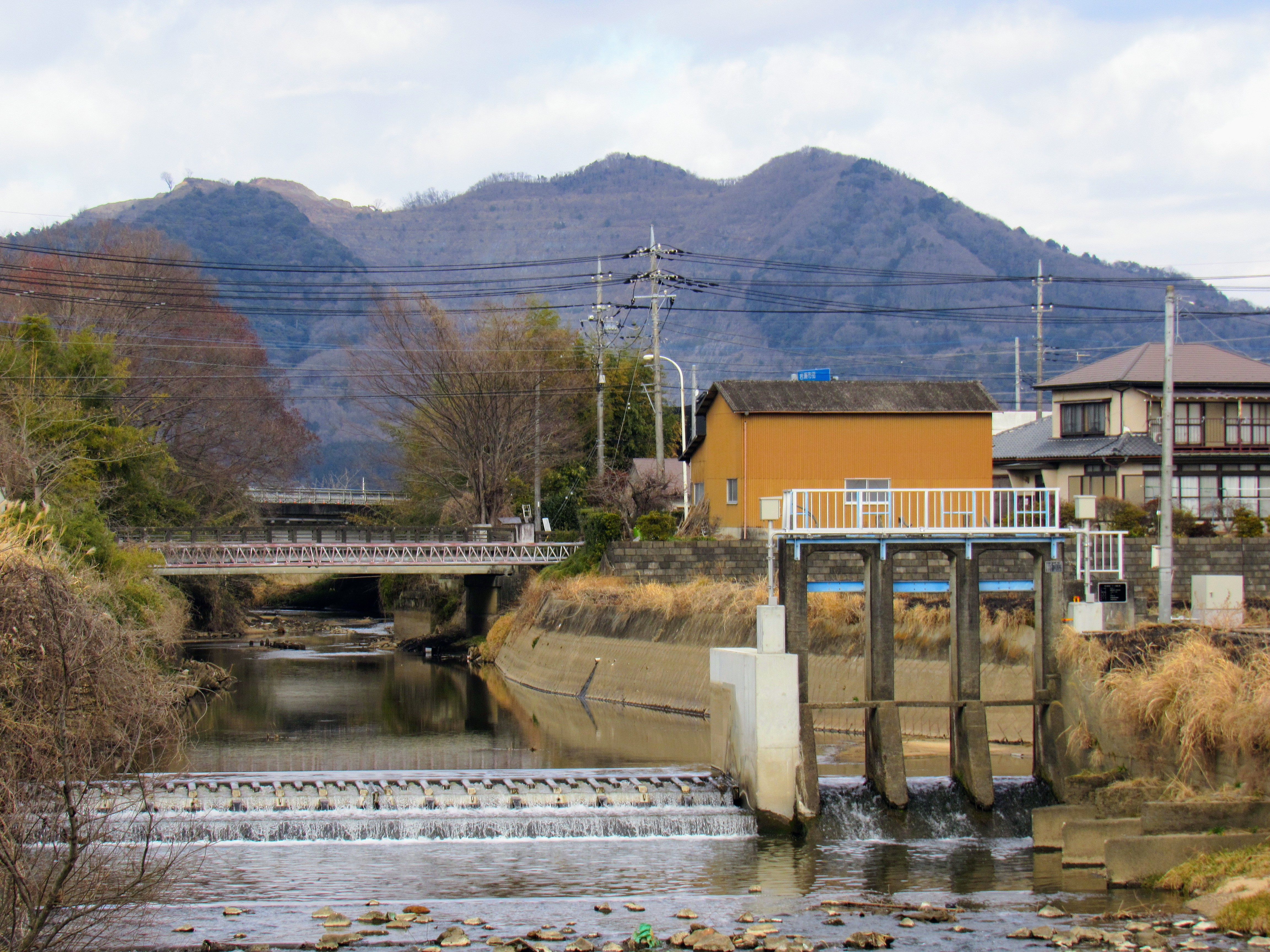
新橋（写真奥）

犬田
鍬田（新橋）
大字鍬田の南東部、岩瀬地区と一体となり街を形成している。桜川にかかる国道50号の「新橋」から名が取られた。桜川市立岩瀬小学校、桜川警察署岩瀬交番、鍬田団地、岩瀬保健センターが位置する。
鍬田地区の本田については坂戸 (桜川市)#鍬田（本田）を参照。
青柳
国道50号・結城街道沿いの集落。旧青柳村。初めは犬田村連合戸長役場に属していたが、1878年（明治11年）に西小塙村連合戸長役場に所属替えとなった。そのまま1889年（明治22年）に東那珂村の一部となったが、水戸線の開通に伴う岩瀬市街地の発展により青柳地区も市街地の一部に組み込まれていった。雇用促進住宅岩瀬宿舎、町営グラウンド（岩瀬運動場）、熊野神社が位置している。

## 世帯数と人口
2022年（令和3年）4月1日現在の世帯数と人口は以下の通りである。
| 地区名         | 自治会区名     | 世帯数    | 人口    | 人口    |
| -------------- | -------------- | --------- | ------- | ------- |
| 岩瀬           | 東区一         | 155       | 359     | 359     |
| 岩瀬           | 東区二         | 54        | 100     | 100     |
| 岩瀬           | 東区三         | 63        | 151     | 151     |
| 岩瀬           | 西区           | 182       | 415     | 415     |
| 岩瀬           | 元岩瀬         | 602       | 1,374   | 1,374   |
| 岩瀬           | 大岡           | 43        | 120     | 120     |
| 岩瀬           | 大字岩瀬・計   | 1,099世帯 | 2,519人 | 2,519人 |
| 御領           | 御領           | 107       | 237     | 237     |
| 明日香         | 明日香         | 244       | 447     | 447     |
| 東桜川         | 東桜川         | 149       | 327     | 327     |
| 西桜川         | 西桜川         | 79        | 202     | 202     |
| 富士見台       | 富士見台       | 333       | 787     | 787     |
| 犬田           | 犬田           | 291       | 744     | 806     |
| 犬田           | 常盤町         | 29        | 62      | 806     |
| 鍬田           | 新橋           | 327       | 845     | 845     |
| 青柳           | 青柳           | 79        | 191     | 191     |
| 一次生活圏・計 | 一次生活圏・計 | 2,737世帯 | 6,361人 | 6,361人 |

## 小字
土地区画整理事業が行われる前の一覧。
| 大字・地区                 | 小字（公営住宅名や地番表示等に使用される） | 備考                   |
| -------------------------- | --- | ---------------------- |
| 岩瀬（いわせ）             | 山王、古田、若宮、広町、榎田、御領、水道、長町、十枚内（じゅうまいうち）、宮田、番匠免（ばんじょうめん）、北着、池ノ上、北岡、北大岡、猪ノ久保、本田（ほんでん）、成山、兜入、代下、十五日田（じゅうごにちだ）、ハナレ山、一本松、池下、中島、関場、本内、長辺地（ちょうへんち）、田子峯                                                       |                        |
| 明日香（あすか）           | | 土地区画整理事業で設置 |
| 御領（ごりょう）           | | 土地区画整理事業で設置 |
| 富士見台（ふじみだい）     | | 土地区画整理事業で設置 |
| 西桜川（にしさくらがわ）   | | 土地区画整理事業で設置 |
| 東桜川（ひがしさくらがわ） | | 土地区画整理事業で設置 |
| 犬田（いぬた/いぬだ）      | 境、大神田（おおかみだ）、山ノ入、光ノ目（こうのめ）、沢尻、上町田、下町田、井戸尻、根下前、西山、大早稲田、中根前、十郎、畑ヶ中、辻󠄀ノ前、鍬田原、川中子、接骨草、下毛田（しもた）、相ノ田、柏ノ田（かしのた）、付ノ木戸、遠向、田畑、烏畑、猪窪、北峯台、峯前、前内、八幡北、堂平金畑、永楽、中島、長町、丸山下、東山、渋口、中雀、粕内、北栗 |                        |
| 鍬田（くわた/くわだ）      | 仲下（なかしも）、前田、フゴタ、前川、川久保、青木関、流、繕柵（つくろいさく）、四反田、谷原、川宇ス、立野、向川久保、合ノ田、堰ノ上、向川、仲田、川久保台、上り戸、仲原、神殿、若宮、串塚、小聖（こじり）、神取、向原、又七山、仲宿、上宿、烏川、下宿                                                                                         |                        |
| 青柳（あおやぎ）           | 南内、入山、猪之久保、宮田、成山、久保田、中畑、前山、向山、本内 |                        |

## 岩瀬駅前土地区画整理事業
桜川〜国道50号岩瀬バイパス周辺を開発した事業。

## 歴史
- 江戸時代：（新治郡→中郡→）西那珂郡岩瀬村（現・元岩瀬）、本新田村（現・東区）、西新田村（現・西区）、大岡村（現・大岡）は笠間藩領となる。後に西那珂郡は茨城郡に併合。
- 1878年（明治11年）：岩瀬村、本新田村、西新田村、大岡村が合併し岩瀬村となる。
- 1889年（明治22年）
  - 1月16日：水戸鉄道（2024年現在のJR水戸線）が開通する。
  - 4月1日：町村制の施行により周辺13箇村と合併し西那珂村となり、岩瀬は大字名となる。
- 1918年（大正7年）：筑波鉄道が開通。
- 1925年（大正14年）：西那珂村が町制施行・改称し岩瀬町となる。
- 1939年（昭和14年）：新道（2024年現在の旧50号）が開通。
- 1955年（昭和30年）：岩瀬町、北那珂村、東那珂村が合併し岩瀬町となる。
- 1957年（昭和32年）：岩瀬町国保病院（→県西総合病院）が開院。
- 1961年（昭和36年）：岩瀬町役場新庁舎完成。西区から東区に移転する。
- 1964年（昭和39年）：茨城県立岩瀬高等学校が開校。
- 1967年（昭和42年）：岩瀬町体育館が完成（後に中央公民館に隣接）。
- 1970年（昭和45年）：岩瀬町学校給食センター完成（岩瀬小学校に隣接）。
- 1971年（昭和46年）2月：岩瀬町役場前交差点に青柳歩道橋を設置。
- 1976年（昭和51年）：岩瀬町中央公民館が完成。
- 1977年（昭和52年）9月2日：岩瀬町農業協同組合本所・農協会館が竣工。
- 1980年（昭和55年）：国道50号岩瀬バイパスが暫定2車線で全通。
- 1981年（昭和56年）：第一回町民祭が開催される。
- 1982年（昭和57年）：岩瀬駅前土地区画整理事業組合が発足。
- 1984年（昭和59年）8月13日：茨城県道307号岩瀬停車場線の旧国道50号 - 国道50号岩瀬バイパス間が開通。
- 1986年（昭和61年）8月：台風10号に伴う大雨で桜川が氾濫。現在の西桜川・東桜川に当たる一帯が浸水する（当時は住居表示実施前）。
- 1987年（昭和62年）：筑波鉄道筑波線が廃止。
- 1990年（平成2年）
  - 7月16日：岩瀬駅前土地区画整理事業の進行に伴い大字岩瀬、大字青柳、大字鍬田から明日香、富士見台、御領、東桜川、西桜川が分離する[8]。
  - 明日香公園が完成。
  - 茨城県道・栃木県道41号つくば益子線犬田バイパス開通。
- 1991年（平成3年）
  - 7月15日：岩瀬駅前土地区画整理事業が完了。組合は解散となる。
  - 岩瀬町営温水プール「サンパル」が開業。
  - 石匠のみちが完成。岩瀬バイパスの大部分が4車線化される。
- 1994年（平成6年）：岩瀬町総合体育館「ラスカ」完成。
- 1997年（平成9年）：岩瀬町総合福祉センターオープン。
- 1998年（平成10年）：岩瀬町総合運動公園が完成。
- 2005年（平成17年）：新設合併により、桜川市となる。
- 2008年（平成20年）：北関東自動車道の開通に伴い桜川筑西ICが開設される。
- 2009年（平成21年）7月25日：茨城県道307号岩瀬停車場線の拡幅工事・駅前ロータリー整備工事が完成[9]。
- 2010年（平成22年）12月20日：駅舎の建て替え、跨線歩道橋の整備が発表される[10]。
- 2013年（平成25年）8月19日：青柳歩道橋を撤去。
- 2021年（令和3年）
  - 11月1日：岩瀬中央公民館を廃止。
- 2022年（令和4年）：岩瀬中央公民館が解体される。
- 2023年（令和5年）1月10日：岩瀬駅舎改良工事が開始[11]。

## 祭事

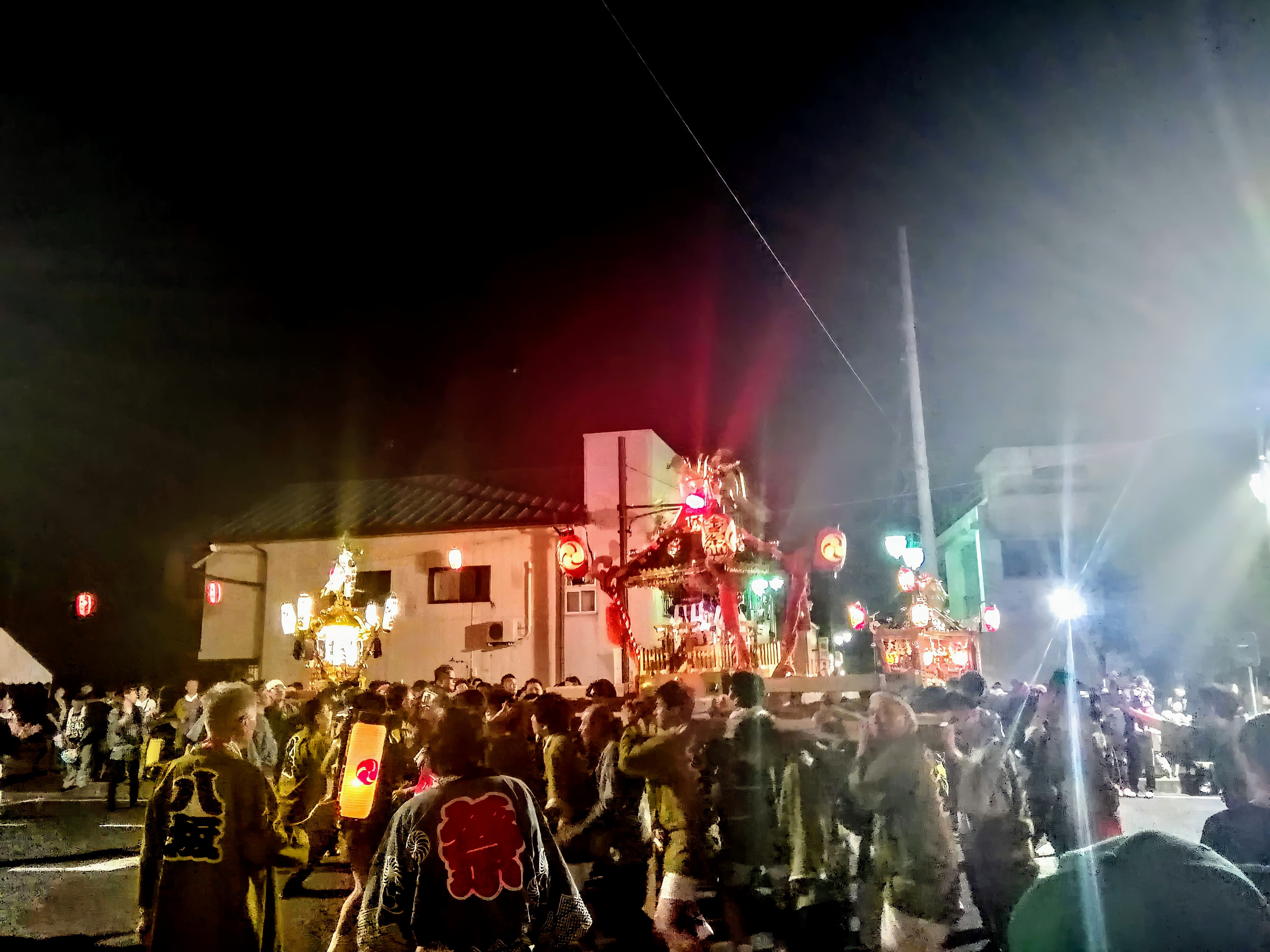
岩瀬駅前夏祭り

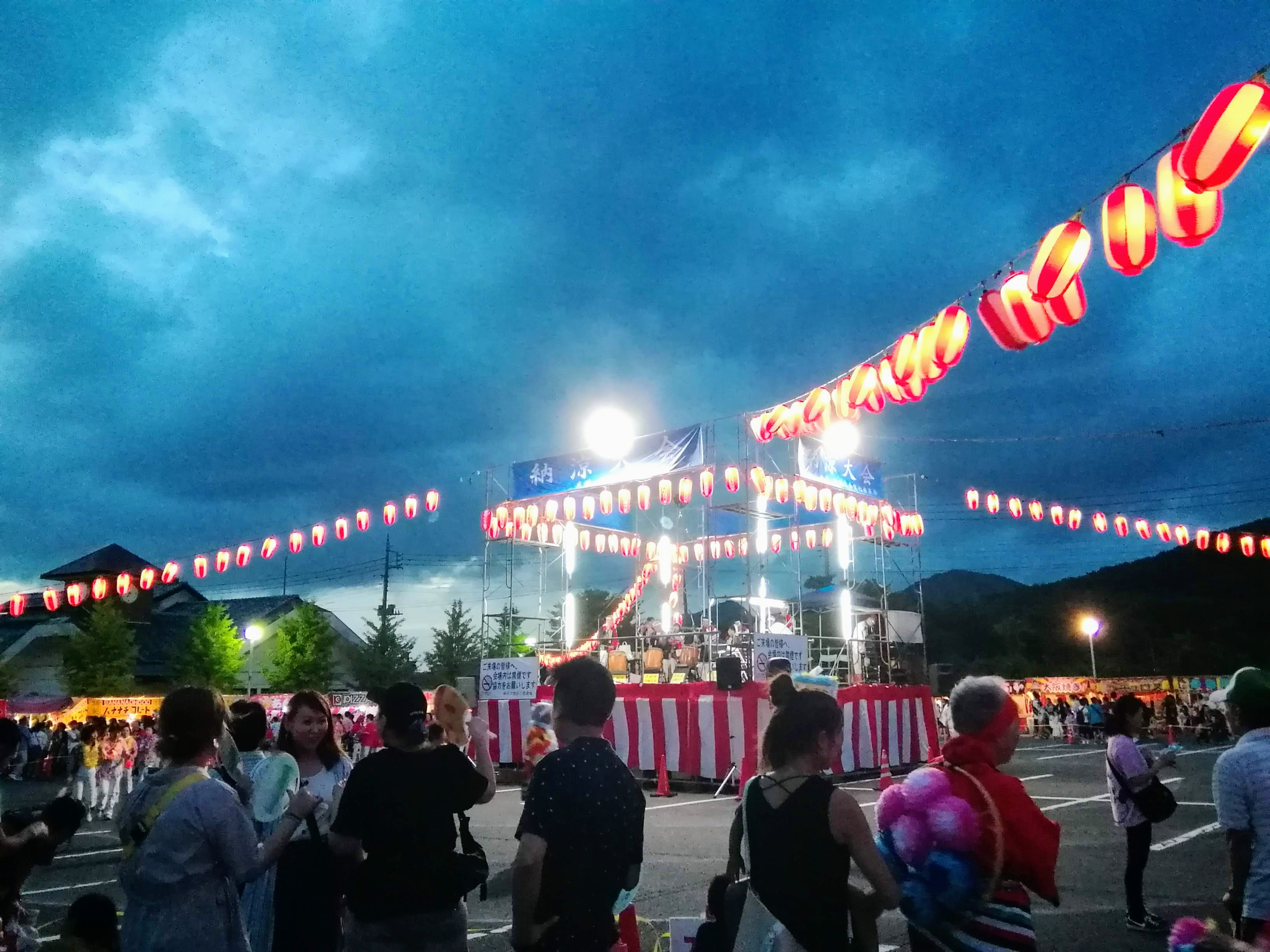
納涼大会（盆踊り）

- SAKURAフェスティバル（町民祭） - 毎年4月
- 岩瀬駅前夏祭り - 毎年7月第三土曜日、日曜日
  - 旭町、本町、栄町、西区、常盤町の神輿や山車が駅前に集結する。
- 納涼大会（盆踊り） - 毎年お盆
  - 岩瀬よいとこが演奏される。
- 夏休みこども映画まつり - 毎年8月最終土曜日

## 小・中学校の学区
市立小・中学校に通う場合、全域が桜川市立岩瀬小学校、桜川市立岩瀬西中学校の学区となる。部活動等の関係により岩瀬東中学校へ通う生徒も見られる。

## 交通

### 鉄道

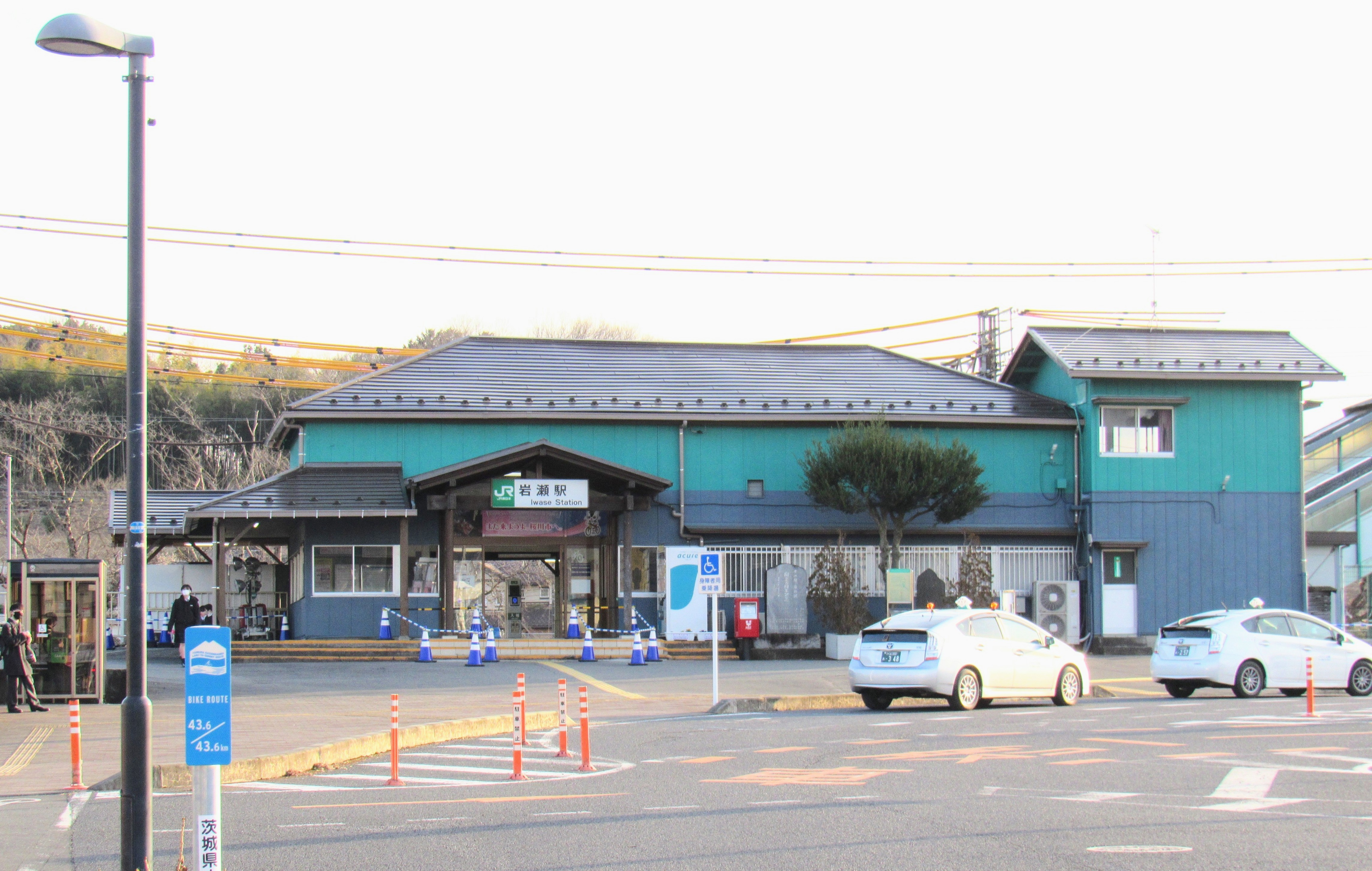
岩瀬駅

- 東日本旅客鉄道
  - 水戸線：岩瀬駅

### バス

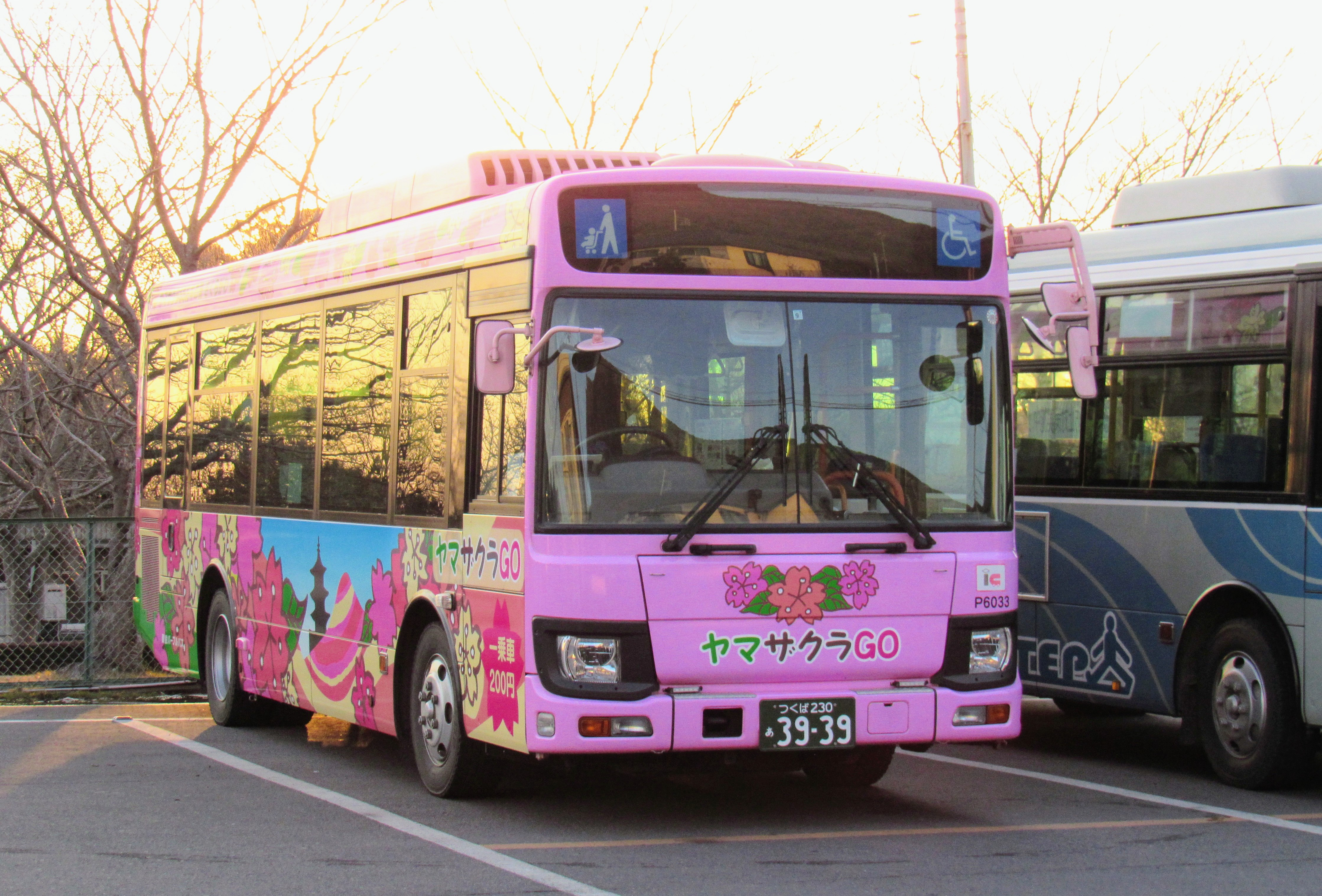
ヤマザクラGO

- 桜川市バス「ヤマザクラGO」(関東鉄道受託路線)
  - 桜川市役所岩瀬庁舎 - 岩瀬駅 - 犬田 - 真壁城跡 - 筑波山口
  - 桜川市役所岩瀬庁舎 - 岩瀬駅 - 御領 - さくらがわ地域医療センター - 真壁城跡-筑波山口
- 桜川市内巡回ワゴン「ヤマザクラGOミニ」

過去は東武鉄道グループの運行エリアであり、東武鉄道が国道50号を東西に、東野交通が富谷、益子方面へ路線を伸ばしていた。東武鉄道グループの茨城撤退の影響を受け、バス路線は筑波線代替バスのみとなった。

### タクシー
駅前にタクシーが常駐している。
- 岡田ハイヤー

丸友タクシーも営業していたが､駅前ロータリー整備のための立ち退きの際に廃業した。

### 道路
- 国道50号
  - 岩瀬バイパス
- 茨城県道・栃木県道41号つくば益子線
  - 犬田バイパス
- 茨城県道307号岩瀬停車場線
- 茨城県道501号桜川土浦自転車道線

## 公共施設

### 行政機関・組合

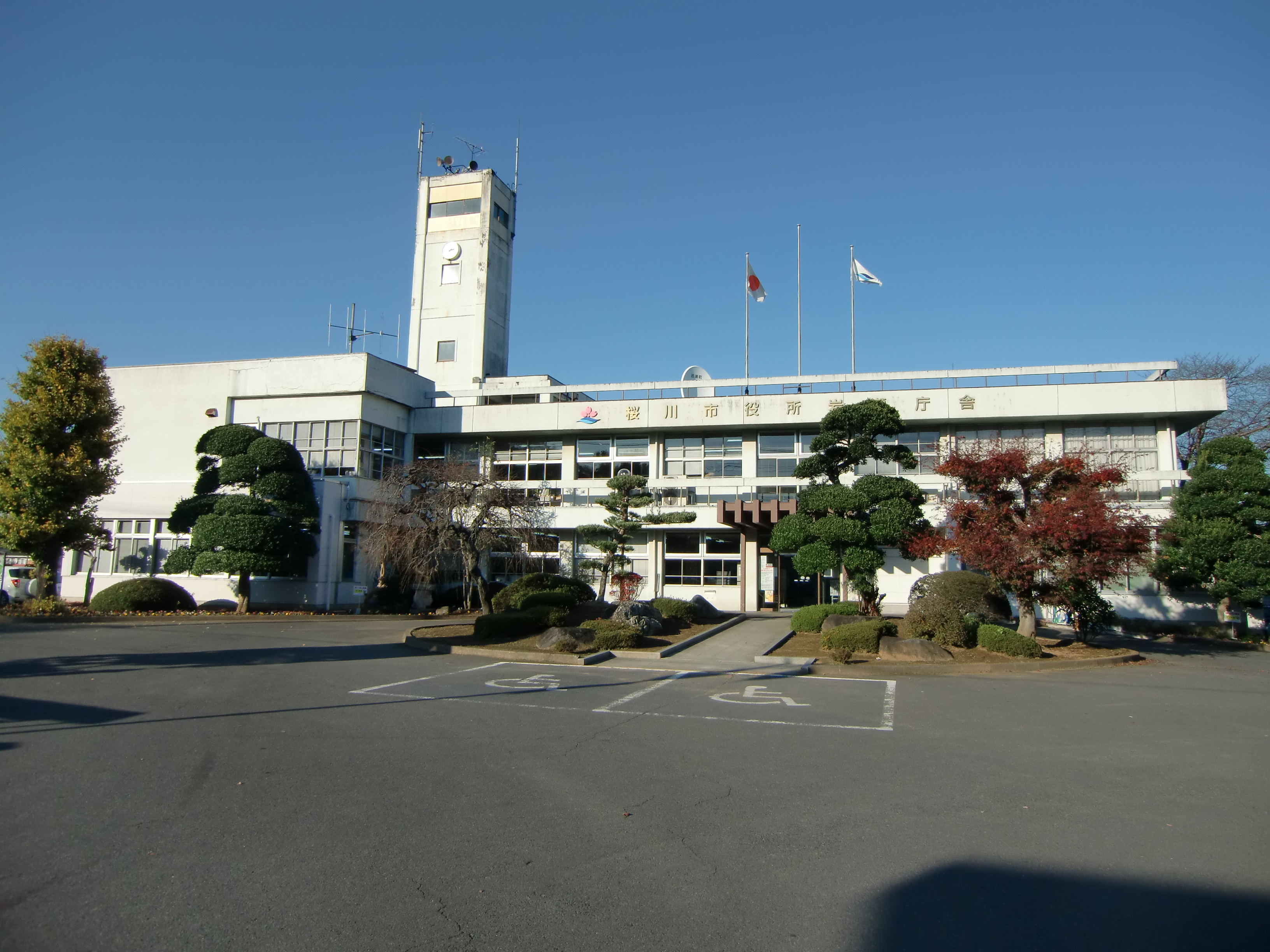
役場

- 桜川市役所岩瀬庁舎（岩瀬町役場） - 東区
- 桜川消防署 - 西桜川
- 桜川警察署岩瀬交番 - 鍬田新橋
- 岩瀬郵便局 - 東区
- 国土交通省岩瀬国道出張所
- 桜川市商工会館
- 桜川市岩瀬福祉センター
- 北つくば農業協同組合岩瀬支店（旧：岩瀬町農業協同組合）

### 金融機関

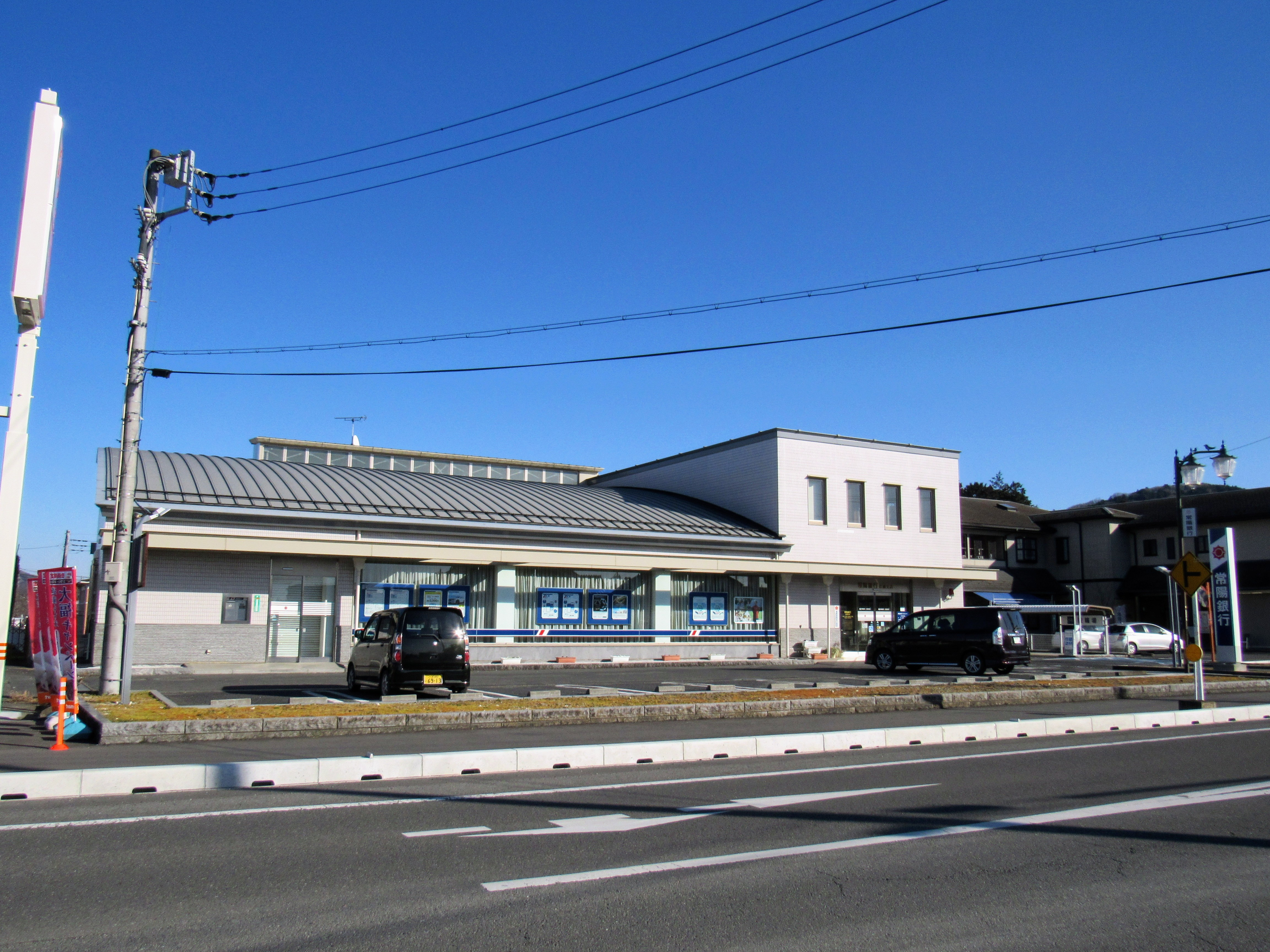
常陽銀行岩瀬支店

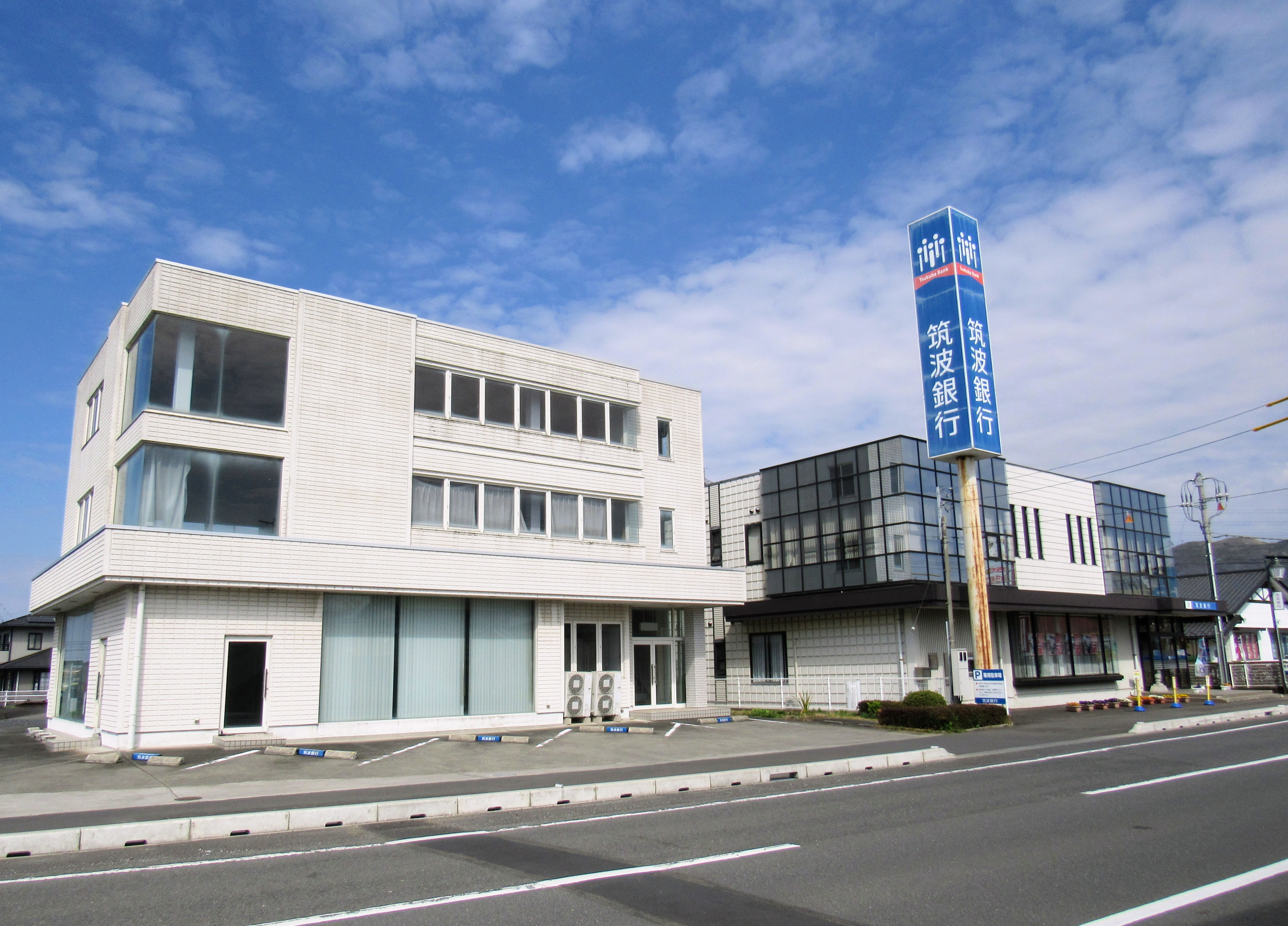
筑波銀行岩瀬支店

- 常陽銀行岩瀬支店
- 筑波銀行岩瀬支店
- 茨城県信用組合
- 水戸信用金庫岩瀬支店
- JAバンク

### 給油施設
- ENEOS
  - 岩瀬SS（渡辺商店）
- JASS
  - JASS-PORTいわせ
- アポロステーション
  - R50さくらがわSS（坪井商店）

### 教育機関

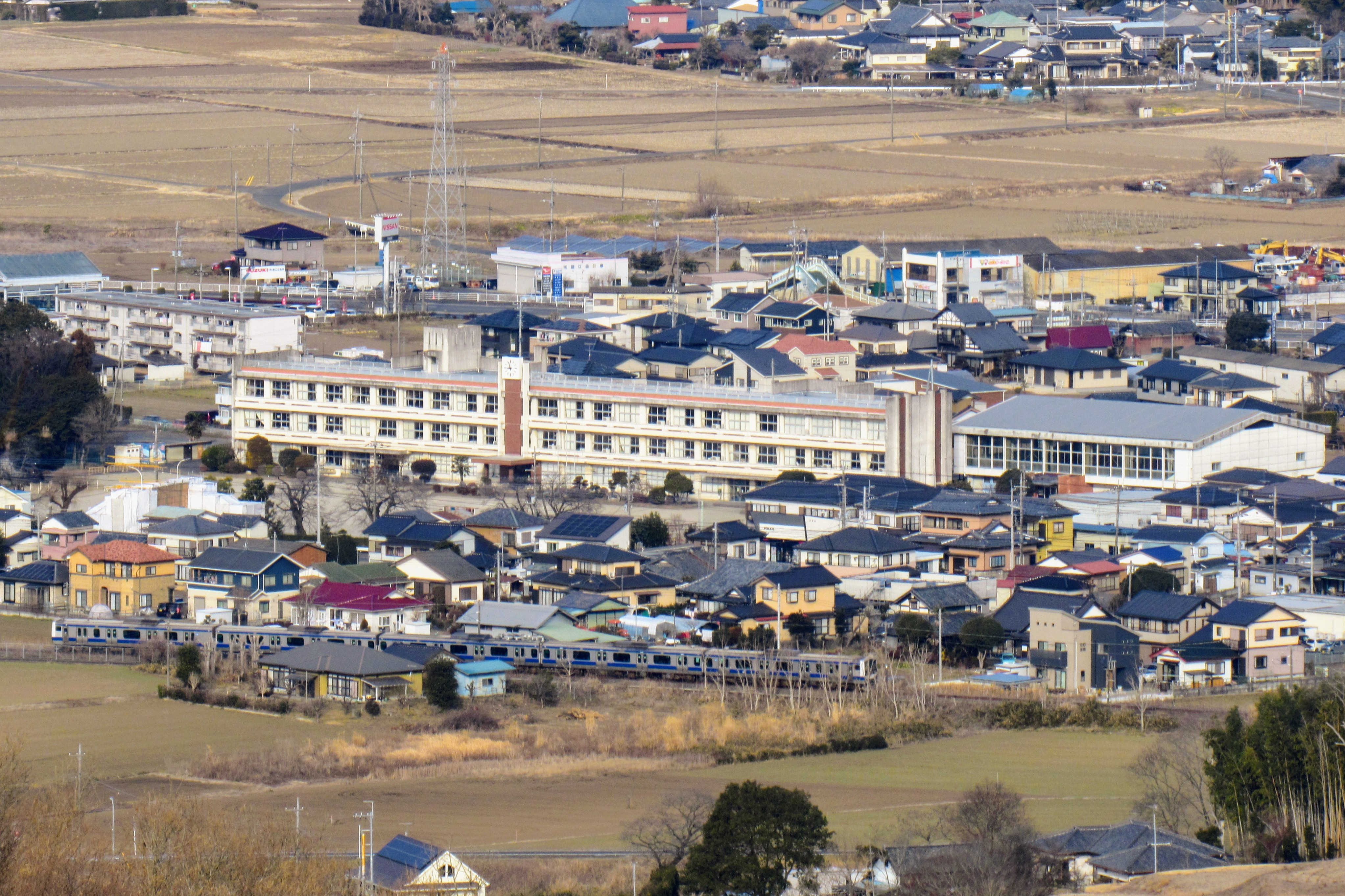
岩瀬小学校

- 茨城県立岩瀬高等学校
- 桜川市立岩瀬小学校

### 保育機関
- 岩瀬認定こども園 - 西桜川
- 星の子ランド保育園 - 明日香

### 医療機関

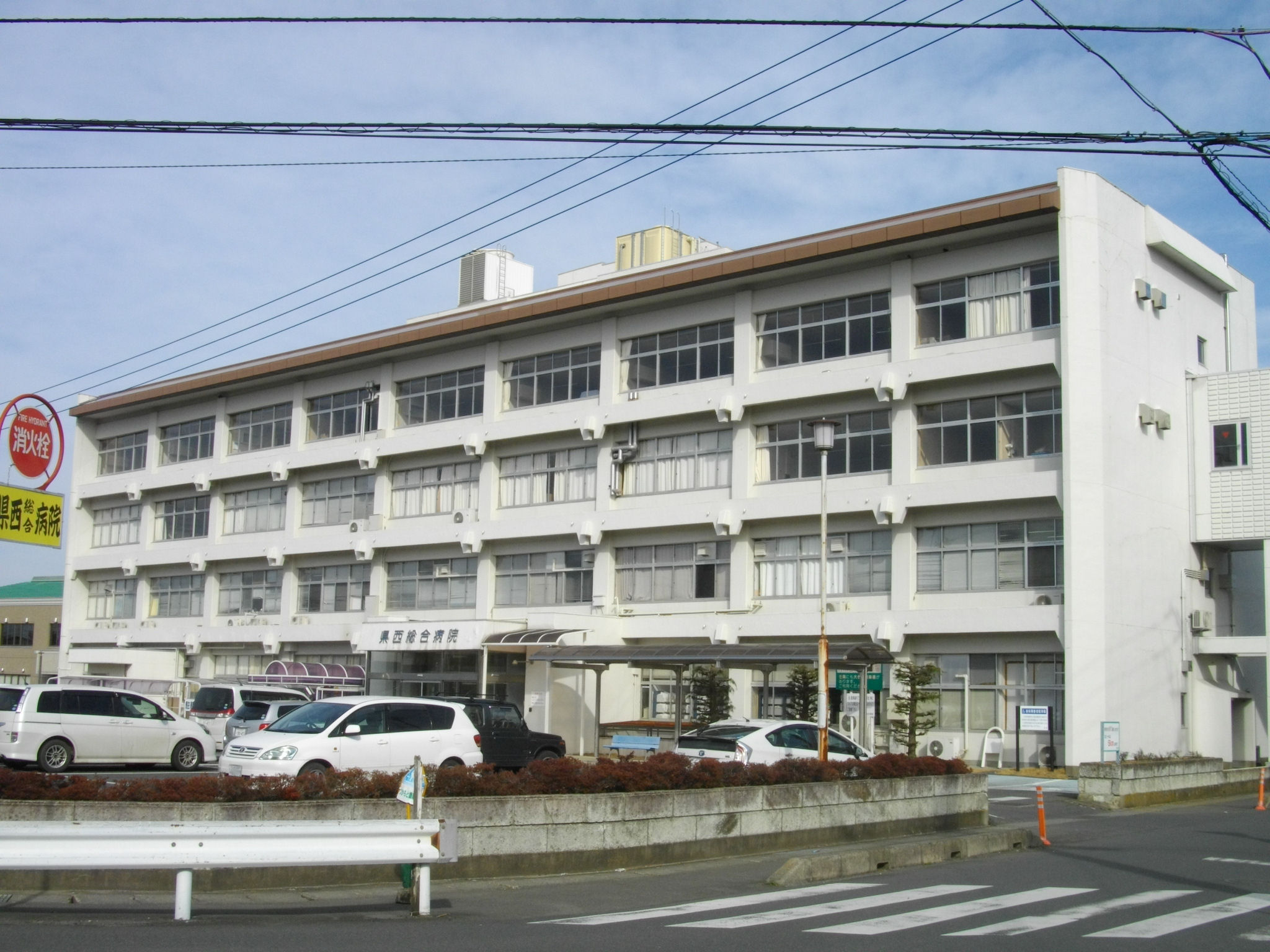
県西総合病院

- 県西総合病院
- 山王病院 - 東区
- 袖山医院
- 吉原医院
- 平島医院
- 目黒歯科医院
- 飛田歯科医院
- 富士見台歯科

### 公園
- 桜川市総合運動公園
  - 岩瀬総合体育館「ラスカ」
  - 岩瀬温水プール「サンパル」

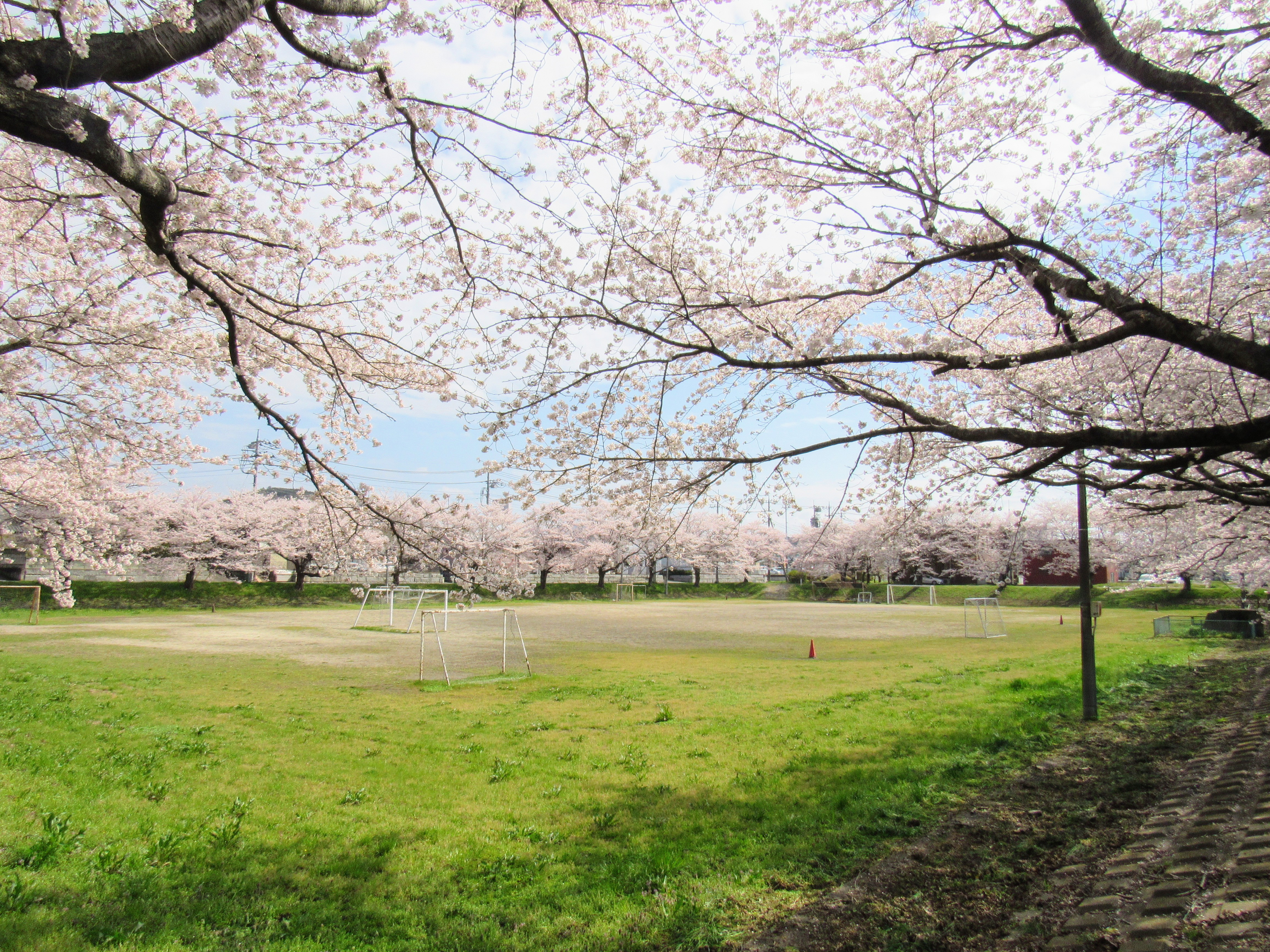
岩瀬調整池B

- 桜川市岩瀬運動場（町営グラウンド） - 青柳
- 岩瀬中央児童公園 - 東区三
- 明日香公園
- 北1号公園（カスミ公園）
- 北3号公園（富士見台公園）
- 南1号公園（県西公園）
- 南2号公園（岩瀬調整池B）

### 公営住宅

#### 県営
- 岩瀬御領住宅
- 番匠免住宅
- 岩瀬アパート

#### 市営
- 御領北住宅
- 東十枚住宅
- 御領西住宅
- 番匠住宅

### その他
- 石匠のみち
- 岩瀬テレビ中継局

## 商業施設

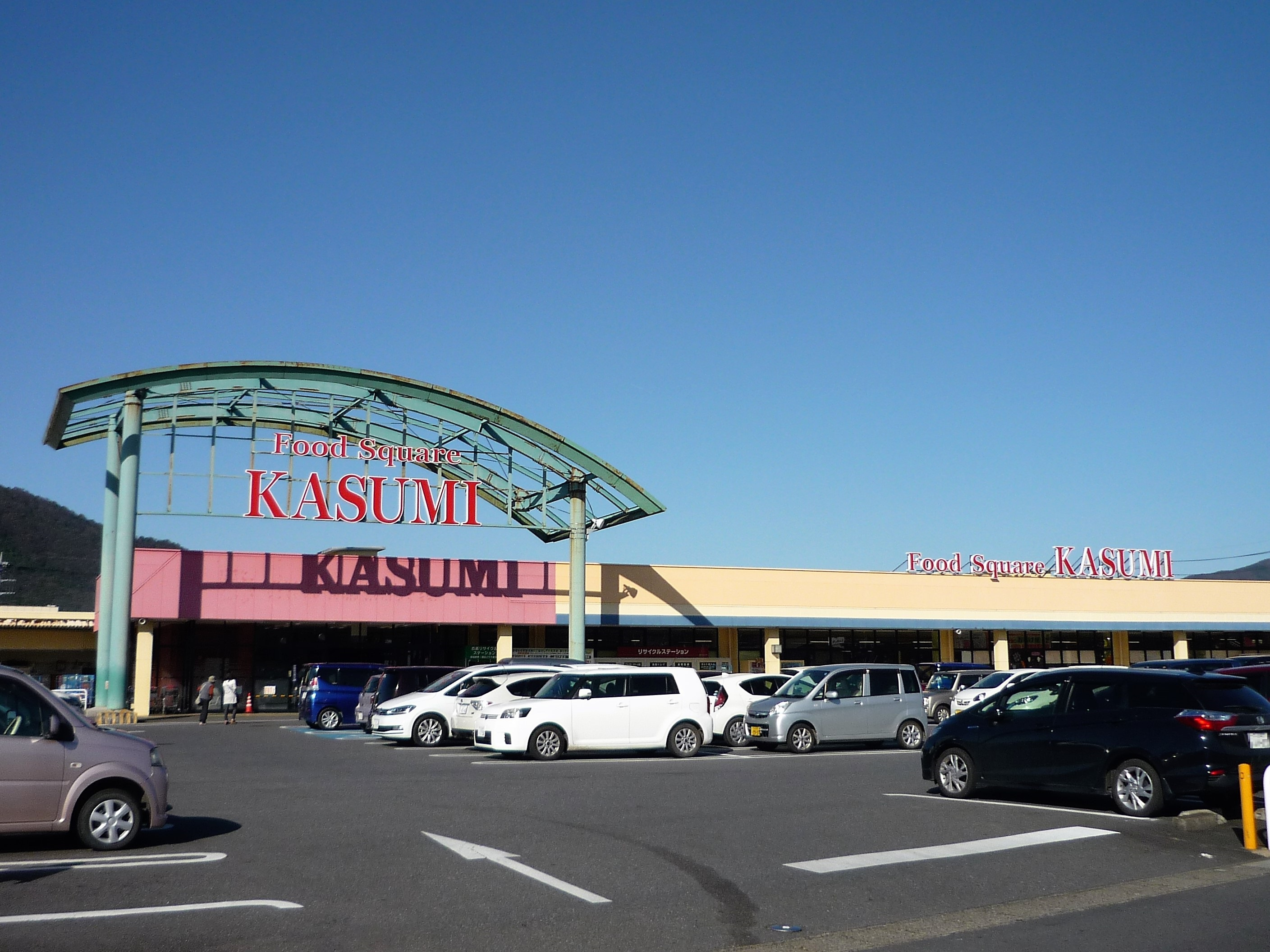
カスミ

### スーパーマーケット
- いわせショッピングプラザ（主婦の店マルカワ→フードスクエアカスミ岩瀬店）
- パワーマート岩瀬店

### ドラッグストア
- ウエルシア（旧てらしま）薬局
  - 岩瀬富士見台店
  - 岩瀬御領店
- カワチ薬局岩瀬店
- クスリのアオキ桜川岩瀬店

### コンビニエンスストア
- セブン-イレブン明日香三丁目店
- ローソン
  - 岩瀬青柳店
  - 桜川岩瀬店
- セイコーマートこばやし桜川岩瀬店

### その他
- ダイソー茨城岩瀬店

## 寺社・名所・旧跡

### 寺社

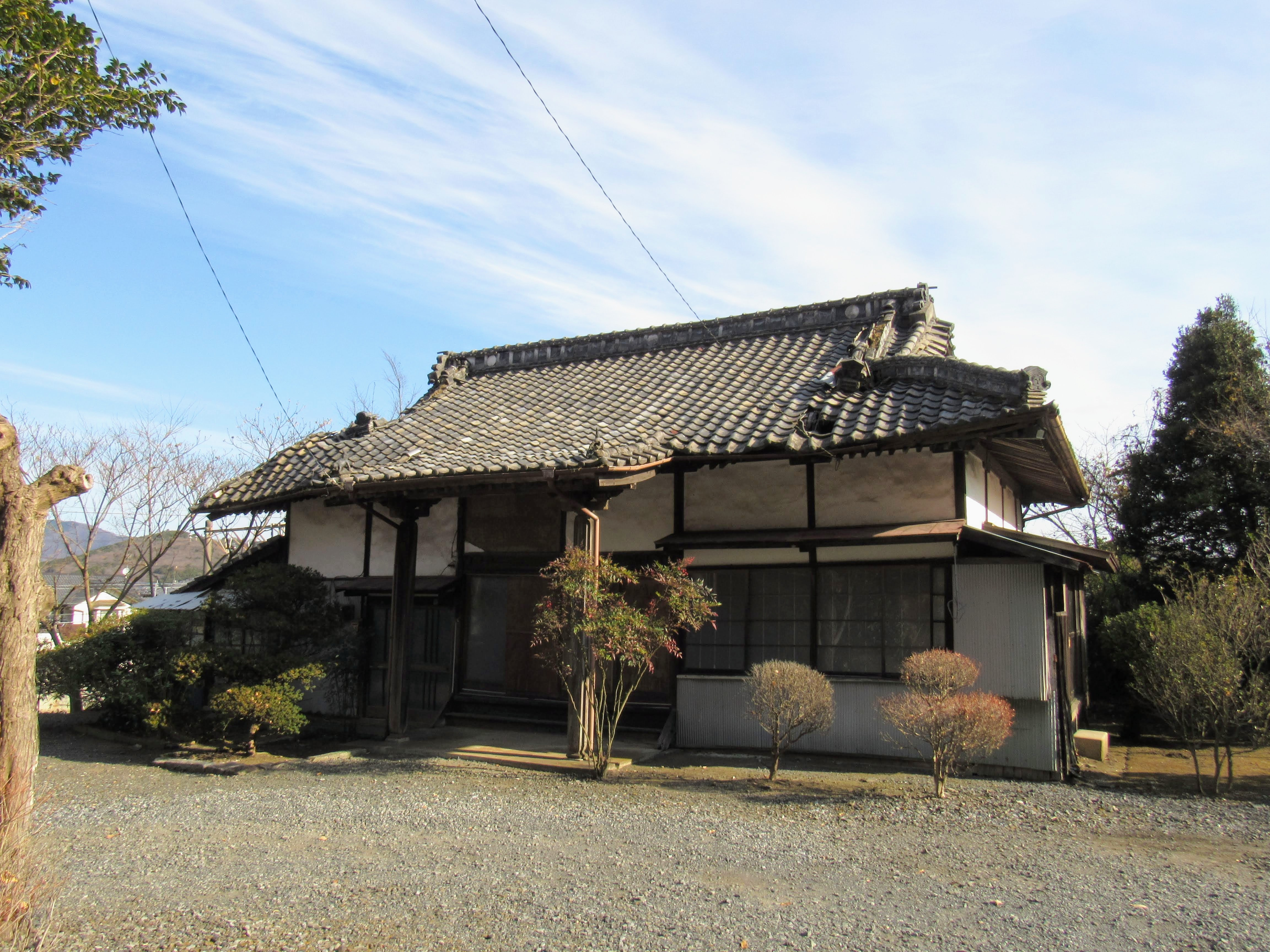
祥雲寺

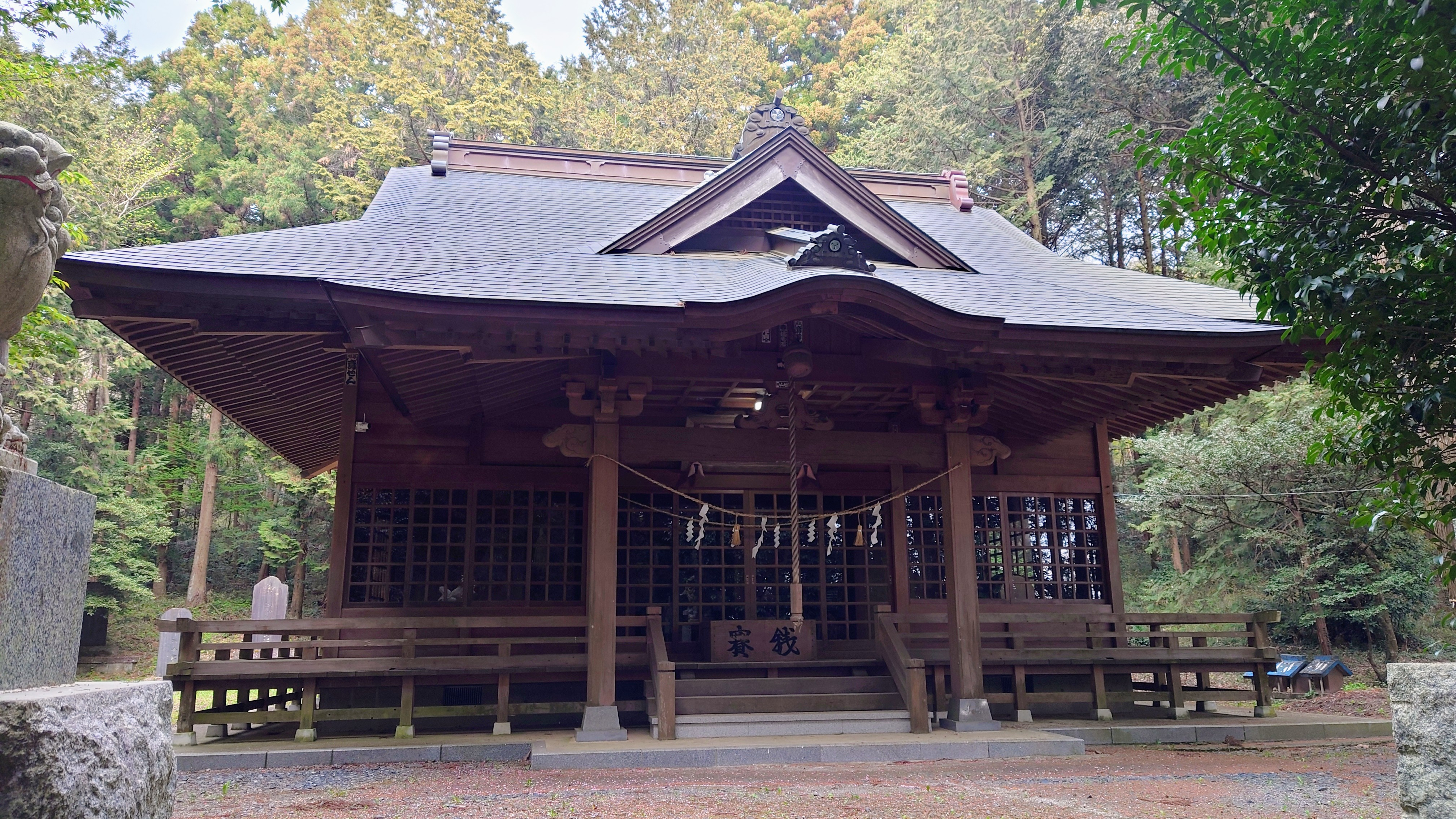
今宮神社

- 山王神社（旧称：本新田神社） - 東区
- 曹洞宗祥雲寺
- 大神宮 - 西区
  - 八坂神社
- 日蓮宗真乗寺 - 西区
- 今宮神社 - 元岩瀬
- 薬師堂-元岩瀬
- 日比谷稲荷神社 - 犬田常盤町
- 天満宮 - 御領
- 香取神社 − 大岡
- 稲荷神社
- 富士権現神社

### 名所

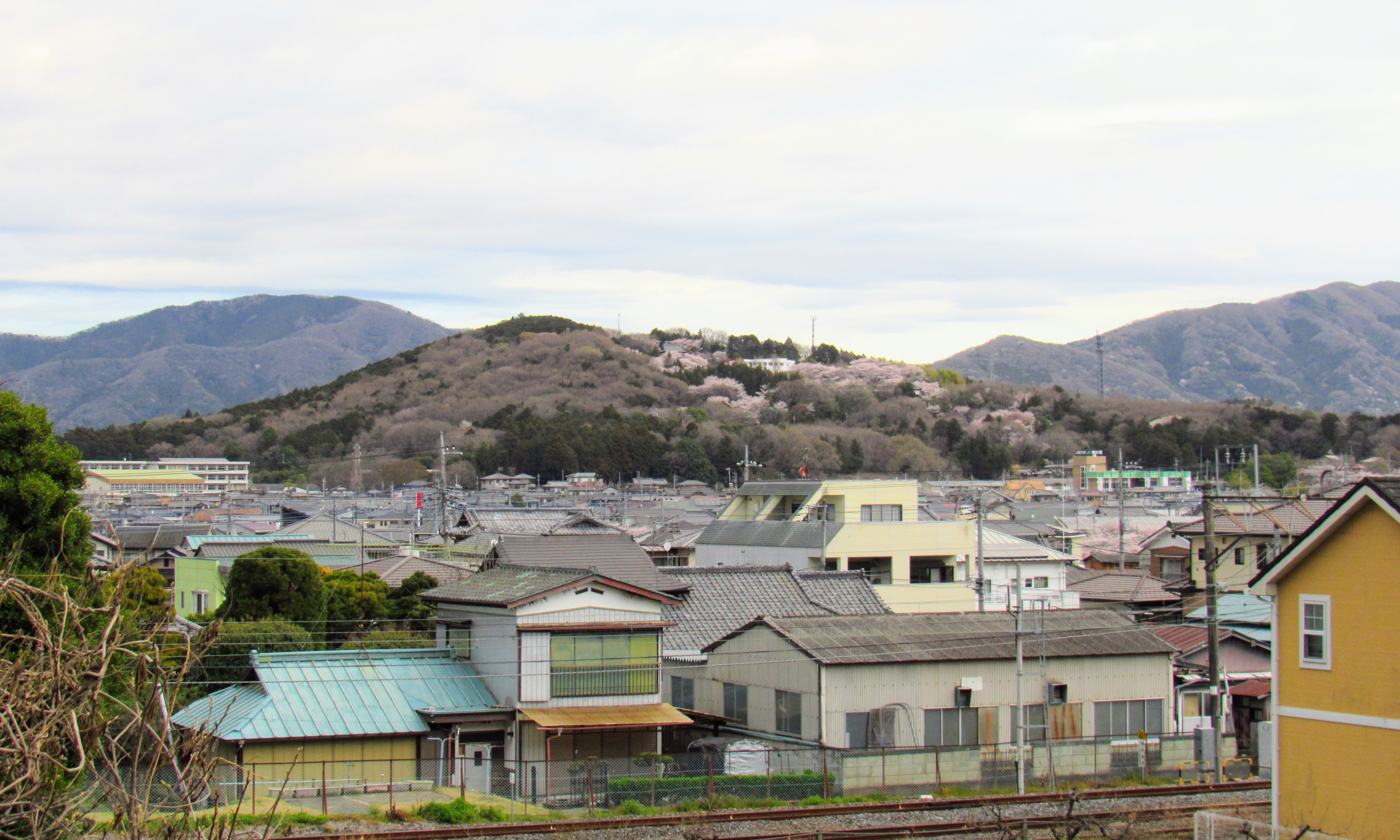
長辺寺山

- 岩瀬城総合娯楽センター
- 御嶽山
- 長辺寺山

### 旧跡
- 岩瀬城

## 河川

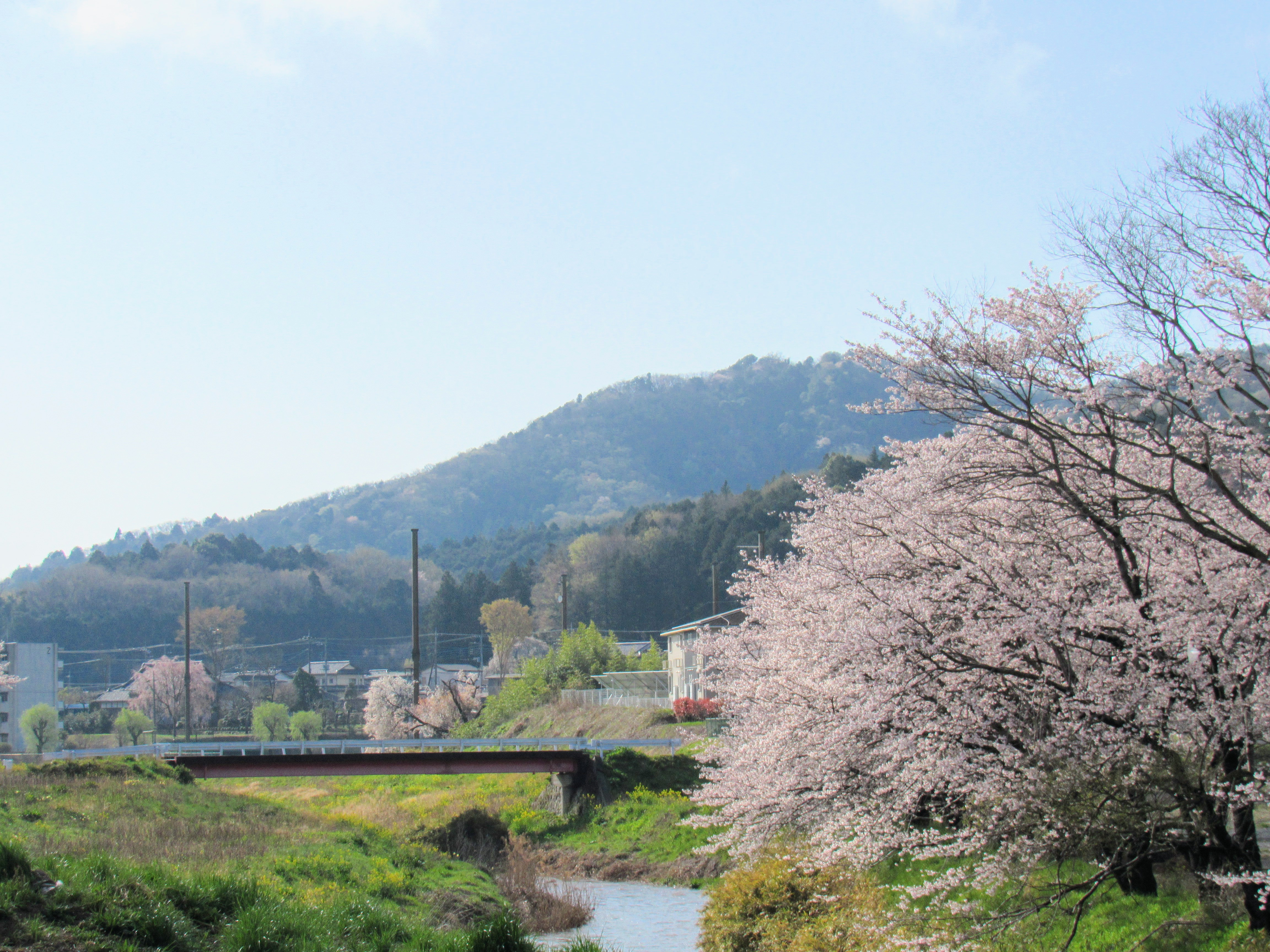
桜川（桜川市岩瀬）

- 桜川 - 桜川市山口にある鏡ヶ池を源流とし、岩瀬地区内を通り霞ヶ浦へ流れる。
- 大川 - 岩瀬地区北端を通り鍬田地区にて桜川と合流する。